# 荒知幾
荒 知幾（あら ともいく、1950年 - ）は日本の建築家・インテリアデザイナー。東京都出身。日本大学芸術学部美術学科卒業。

## 年譜
- 1950年 - 東京都に生まれる
- 1973年 - 日本大学芸術学部美術学科卒業
- 1976年 - 渡伊、ピエトロ・フレングゥエリ建築設計事務所
- 1979年 - フィレンツェのスーパースタジオに参加、クリスチアーノ・トラルド・ディ・フランシアに師事[1]

- 1981年 - 第16回ミラノトリエンナーレ入賞
- 1982年 - スタジオ・トモ・アラ設立
- 1988年〜1993年 - 日本大学生産工学部建築工学科講師
- 2002年〜2007年 - 日本大学芸術学部建築デザイン講師

## 代表作
1986年にホテルニューハコダテ再構築がイタリアのOttagono誌に掲載。国際的な評価を得る。
1988年に住宅建築のVILLA IN A SMALL MOUNTAIN 、1992年にレストランCAPRICCIOのインテリアデザインを手掛ける。
2008年には建築家クリスチアーノ・トラルド・ディ・フランシア、添田浩との共同設計による大規模共同住宅が”都市の自然”をテーマとして千歳烏山に完成。
コンセプターとしてはTEATRO SUPERSTUDIO(2008年)、X-SCAPESデザイン展(2009年）などの国際的なイベントを成功させている。
2020年現在、「地域のデザイン」として再生建築などを中心とした建築・デザインのプロジェクトが進行中。

## 著書
- 『DESIGN PER LA TERRA - STUDIO TOMO ARA ASSOCIATI』 1992年